# Batalla de Garellano
La batalla del Garellano, del riu Garellano, del Garigliano o del riu Garigliano (28 i 29 de desembre de 1503) fou un enfrontament bèl·lic entre tropes franceses i espanyoles durant la segona guerra de Nàpols, amb victòria de les segones, entre les ribes del riu Garellano (en italià Garigliano) i Gaeta (província de Latina, Lacio, Itàlia).
La batalla del Garellano és un episodi clau de la segona guerra de Nàpols, i dins d'aquesta, de la seva tercera i última part, anomenada de vegades Campanya del Garellano, que comença a mitjans de juny de 1503 amb l'entrada d'un nou exèrcit francès a Itàlia i acaba l'1 de gener de 1504 amb la seva capitulació a Gaeta i la consegüent signatura del tractat de Lió (31 de març de 1504).

## Antecedents
La incursió ordenada per Lluís XII de França va tenir lloc quan Gonzalo Fernández de Córdoba, general dels exèrcits espanyols a Itàlia, es disposava a prendre la fortalesa de Gaeta per desallotjar l'enemic del Regne de Nàpols. La nova amenaça va obligar a fer un replegament tàctic cap a l'est del riu Garellano, a la rodalia va ocupar diverses places fortes (San Germano, Montecassino, Roccasecca) amb les que va articular un sistema defensiu per frenar l'avanç dels francesos. Cosa que va aconseguir fins a tres ocasions, en les que va frustrar dos intents d'aquells de travessar el riu.
A mitjans de novembre de 1503, els exèrcits espanyol i francès (aquest al comandament de Lluís II de Saluzzo, que acabava de rellevar a el lloc al duc de Nemours) es trobaven encara separats pel riu. La situació s'havia estancat i tots dos contendents ocupaven unes poques posicions prop de la riba, en terrenys pantanosos, enfangats i insalubres, i patint la pluja, el fred, les malalties, la demora en les pagues i la fam. Això últim era més apressant en el bàndol espanyol, que tenia més dificultats per fer arribar els subministraments al capdavant, mentre que els francesos podien rebre'ls des del mar a través de la seva plaça forta de Gaeta. La situació durant aproximadament les sis setmanes anteriors a la batalla va ser la d'una guerra de trinxeres, amb escaramusses, i a l'espera d'un imminent final: o bé una retirada o bé un enfrontament definitiu.

## Batalla

### Preparació
Tot i les adversitats Gonzalo Fernández de Córdoba estava decidit a entaular combat en aquella ocasió en lloc de retirar-se i esperar l'arribada del bon temps. Es va ratificar en la seva intenció després de l'arribada de reforços des de Nàpols, i especialment de les tropes de Bartolomeo d'Alviano, ajuda aquesta fruit de l'acord al qual va arribar Ferran el Catòlic amb els Orsini, i que venia a pal·liar en part la inferioritat numèrica dels espanyols. No obstant això, el pla que tenia al cap Gonzalo Fernández de Córdoba començaria per fer creure a Saluzzo que es retirava, i dies abans de la batalla va realitzar diversos desplaçaments de tropes per simular que iniciava un replegament cap al Volturno. El marquès va relaxar llavors la vigilància, va moure soldats cap a rereguarda i va permetre als oficials descansar en els pobles veïns. Fins i tot va concertar una treva nadalenca per als dies 25 i 26, al final de la qual, els francesos, que ja no esperaven una ofensiva enemiga, seguien sense estar alerta. Cosa que Córdoba aprofitaria per situar-se en certs punts clau i llançar a continuació el seu atac per sorpresa.
La idea era travessar el riu mitjançant tres pontons acoblats, que ja s'estaven fabricant des de feia diverses setmanes al castell de Mondragone (a uns 12 quilòmetres al sud del campament espanyol de Sessa) sota la direcció de Juan de Lezcano. Les diverses peces del pont es traslladarien a mules fins al lloc del creuament.
La nit del dia 27 l'exèrcit espanyol estava reunit a prop de Sessa, en un poble anomenat Cintura (probablement l'actual Borgo centor, fracció de Cellole), molt a prop del pas estesa amb barques encadenades i controlat pels francesos, que donava accés a Traietto (avui Minturno), a la rodalia se situava el reial francès. A l'oest, seguint el traçat de la Via Àpia, també tenien els de Saluzzo Mola (actual Formia), a més de la fortificada Gaeta. Al sud, a la desembocadura, la Torre del Garellano. I al nord es concentraven en Vallefredda (avui Vallemaio), Castelforte i Suio. Seria prop d'aquesta última vila, des de la riba oposada, on es desplaçarien els espanyols a la nit per armar el pont i passar la matinada de l'endemà.
Gonzalo de Córdoba va planificar una divisió de l'exèrcit en tres branques. La d'Alviano (fonamentalment cavalleria) creuaria a l'avantguarda ràpidament el Garellano pels pontons per embolicar per sorpresa als francesos pel seu flanc esquerre. Li seguiria després un cos central amb el mateix Córdoba al capdavant. I en Cintura quedarien els homes de Fernando de Andrade i Diego de Mendoza, per no aixecar sospites i travessar el pont francès un cop executada amb èxit l'operació anterior. La matinada del 27 al 28 de desembre van sortir de Cintura Alviano i Córdoba, als quals es va unir la caravana de Lezcano que va partir de Mondragone. Al nord de l'última posició francesa propera a Suio es va escollir un tram fluvial estret, de poca profunditat, de la vora ferms i fora de la vista de l'enemic, i en ell, abans d'alba, van treballar els homes de Lezcano a l'acoblament i fixació dels pontons.

### Pas del Garellano i atac per sorpresa
A l'alba del dia 28 de desembre, els 3.000 homes de Bartomeu d'Alviano van passar sobtadament el nou pont estès. El va seguir el cos central dividit al seu torn en tres parts: Diego García de Paredes i Pere Navarro al capdavant de 3.500 rodelers i arcabussers; després la cavalleria pesant (30 genets) i la lleugera (200) de Prospero Colonna, i finalment Gonzalo Fernández de Córdoba amb 2.000 Lansquenets alemanys.
Les desprevingudes guarnicions franceses de Suio (300 ballesters normands) i Castelforte no van poder aturar la inesperada allau que els va venir a sobre i van fugir en desbandada. Vallefredda, defensada per Ivo d'Allegre, va caure amb escassa resistència. Fins al final del dia, i fins i tot després durant la nit, les tropes espanyoles es van dedicar a consolidar les posicions ja fustigar sense descans als francesos que escapaven. Córdoba pernoctar a Castelforte.
A la nit Saluzzo rebé notícies del què havia passat, i va convocar un consell de guerra que va resoldre retirar-se a Gaeta. Era una cosa que el marquès ja havia pensat fer organitzadament, però aquesta insospitada i sobtada pèrdua d'un sector en teoria tranquil el va trobar desprevingut i sense temps per planificar. Es va haver de fer llavors en les pitjors condicions possibles: de nit, de pressa, amb un incessant assetjament enemic, durant una forta tempesta i sobre fanguers que dificultaven en gran manera (quan no impedien) la marxa i el trasllat de carros i peces d'artilleria. Per això es va decidir desmuntar les barques del pas proper a Traietto per traslladar-hi diverses de les peces riu avall fins a la desembocadura, i d'aquí per mar fins a Gaeta. No obstant això van acabar enfonsant-se pel fort onatge a la mar Tirrena i algunes van ser capturades pels espanyols.
El matí de l'29 les tropes espanyoles van entrar en el ja abandonat reial francès. Gonzalo Fernández de Córdoba va manar reconstruir en la mesura del possible la passarel·la francesa sobre el Garellano i al mateix temps va iniciar la persecució de Saluzzo, ordenant a Colonna marxar immediatament a l'avantguarda. Per evitar la fugida (i posterior atrinxerament a Gaeta) dels francesos va decidir envoltar-los. Per això va enviar a Alviano pel nord, cobrint tot el flanc esquerre gal, perquè després baixés per l'oest fins a Gaeta. L'embossament es completaria amb la formació de l'ala esquerra espanyola per part d'Andrade i Mendoza, que esperaven la línia de l'improvisat pas per iniciar l'avanç més proper a la costa.

### Resistència a Mola
Poc abans d'arribar a Mola els homes de Saluzzo es van topar amb un obstacle natural a manera de coll d'ampolla. Havien de travessar una petita passera en un estret congost (en el que avui seria Scauri), que per la recent crescuda del riu que salvava s'havia fet molt insegura. Pierre Terraill (conegut com el  cavaller Bayard ), que ja havia destacat durant la resta de la campanya, i més recentment la nit anterior repel·lint des de la rereguarda els apressants atacs enemics, va decidir presentar batalla en el lloc amb la cavalleria pesant (els anomenats "homes d'armes") de què disposava. Malgrat ser aquesta molt minvada en nombre, va emprendre amb tant ímpetu a l'avantguarda de Colonna que se li va enfrontar, que la va fer retrocedir atropelladament fins a topar amb la columna d'infanteria dirigida per Córdoba que anava a continuació. Va estendre el desconcert entre les primeres files d'aquesta, compostes per lansquenets, que van quedar immòbils sense saber com reaccionar. Mitjançant vehements arengues i obrint-se pas a cavall entre ells, Gonzalo Fernández de Córdoba va aconseguir organitzar-los en un quadre per fer front a la següent càrrega de cavalleria que va llançar Bayard. No va poder el francès superar els lansquenets alemanys, les formacions dels quals es caracteritzaven per la robustesa i la disciplina, i va perdre a la majoria dels seus homes en l'embat.
Cap a la tarda, l'arribada al capdavant d'Andrade i Mendoza va decantar la victòria cap al costat espanyol, a la vegada que Alviano enfilava ja el camí cap a Gaeta. Saluzzo es va assabentar d'això últim, i tement quedar irremeiablement envoltat, va ordenar una retirada general que es va convertir a la pràctica en una caòtica fugida desesperada en què van morir o van ser fets presoners centenars de soldats, que a més van abandonar gran quantitat de material militar del qual es van apoderar després els espanyols. Per contra, Bayardo va tornar a donar mostra de la seva empenta, tenacitat i lleialtat lluitant amb bravura fins que va caure la nit (quan ja exhaust va anar a refugiar-se a Gaeta) cobrint així en part als seus companys.
Les tropes espanyoles van recórrer ràpidament els últims quilòmetres de la persecució, confluint a Mola i doblegant enllà la feble oposició del genovès Bernat Adorno, enviat per Saluzzo només per guanyar una mica més de temps, i donant així fi a la batalla.

## Conseqüències
L'endemà la ciutadella de Gaeta, on es van refugiar els darrers supervivents, ja estava tancada. Els francesos feren una oferta de rendició, que va ser acceptada, i l'1 de gener de 1504 Saluzzo i Gonzalo Fernández de Córdoba signaren la capitulació. S'hi establia l'intercanvi de presoners i es permetia la lliure sortida, per mar o terra, de les tropes franceses. Amb aquest efecte Gonzalo Fernández de Córdoba va cedir dues carraques recentment capturades a l'enemic, en les que van viatjar Saluzzo, els alts oficials, i tots els altres soldats que hi caberen. La resta va haver de fer-ho a peu. Tant uns com els altres van patir grans penalitats en el trajecte. D'entre els primers, una gran quantitat van morir a bord a causa de la malària contreta o les ferides de la campanya. Els segons van viure un tortuós recorregut al llarg d'Itàlia: van ser atacats pels habitants en venjança pels saqueigs i violències als que els havien sotmès, i van patir fam i malalties (alguns en moriren a causa d'elles). Finalment només va tornar a casa aproximadament un terç de l'exèrcit francès.
La victòria del Garellano va tenir importants repercussions militars i polítiques. Va expulsar definitivament els francesos amb contundència, i això, al costat de les derrotes sofertes al Rosselló, va fer que Lluís XII desistís de continuar la guerra amb Espanya. A finals de gener el seu ambaixador signava a Santa Maria de la Mejorada una treva amb els Reis Catòlics. I el posterior tractat de Lió amb Ferran el Catòlic donava fi oficialment a la Segona Guerra de Nàpols, reconeixent al segon la possessió del Regne de Nàpols. Amb això millorava la situació política d'Espanya, que assegurava la seva posició a Itàlia i quedava al costat de França (al nord) com el principal poder en aquesta península. I entre tots dos, diversos estats notablement menys forts que ells.
Aquesta batalla és l'última que va dirigir personalment Gonzalo de Córdoba.